# Heliga Joakims och Annas kyrka, Preljina
Heliga Joakims och Annas kyrka (serbisk kyrilliska: Црква Светих Јоакима и Ане; latinska: Crkva Svetih Joakima i Ane) är en serbisk-ortodox kyrkobyggnad belägen i byn Preljina, i staden Čačak i den statistiska regionen Šumadija och västra Serbien, i Serbien.
Kyrkan är helgad åt Jungfru Marias föräldrar, Joakim och Anna. Den tillhör det serbisk-ortodoxa stiftet Žičas stift.

## Bilder

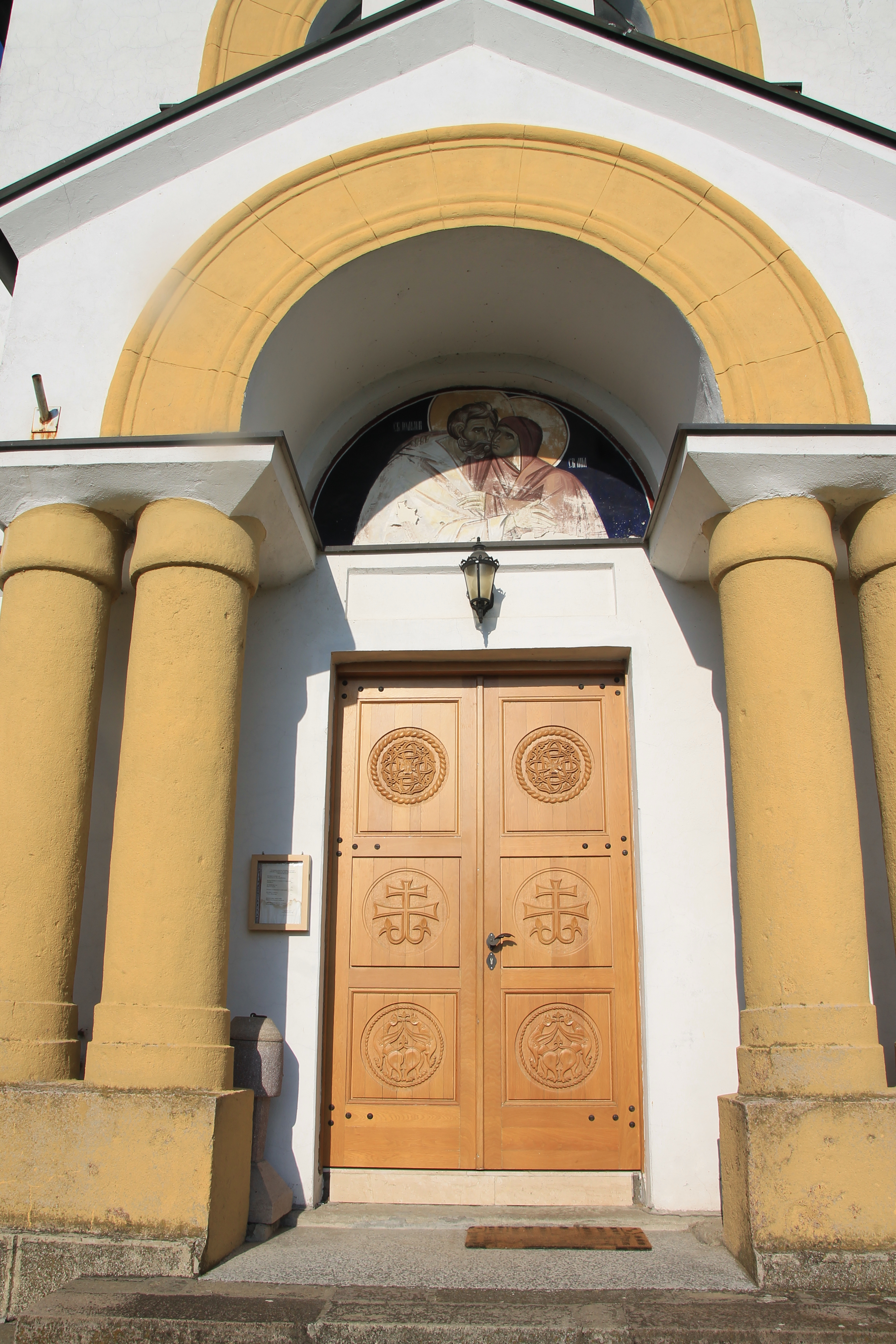
Entrén
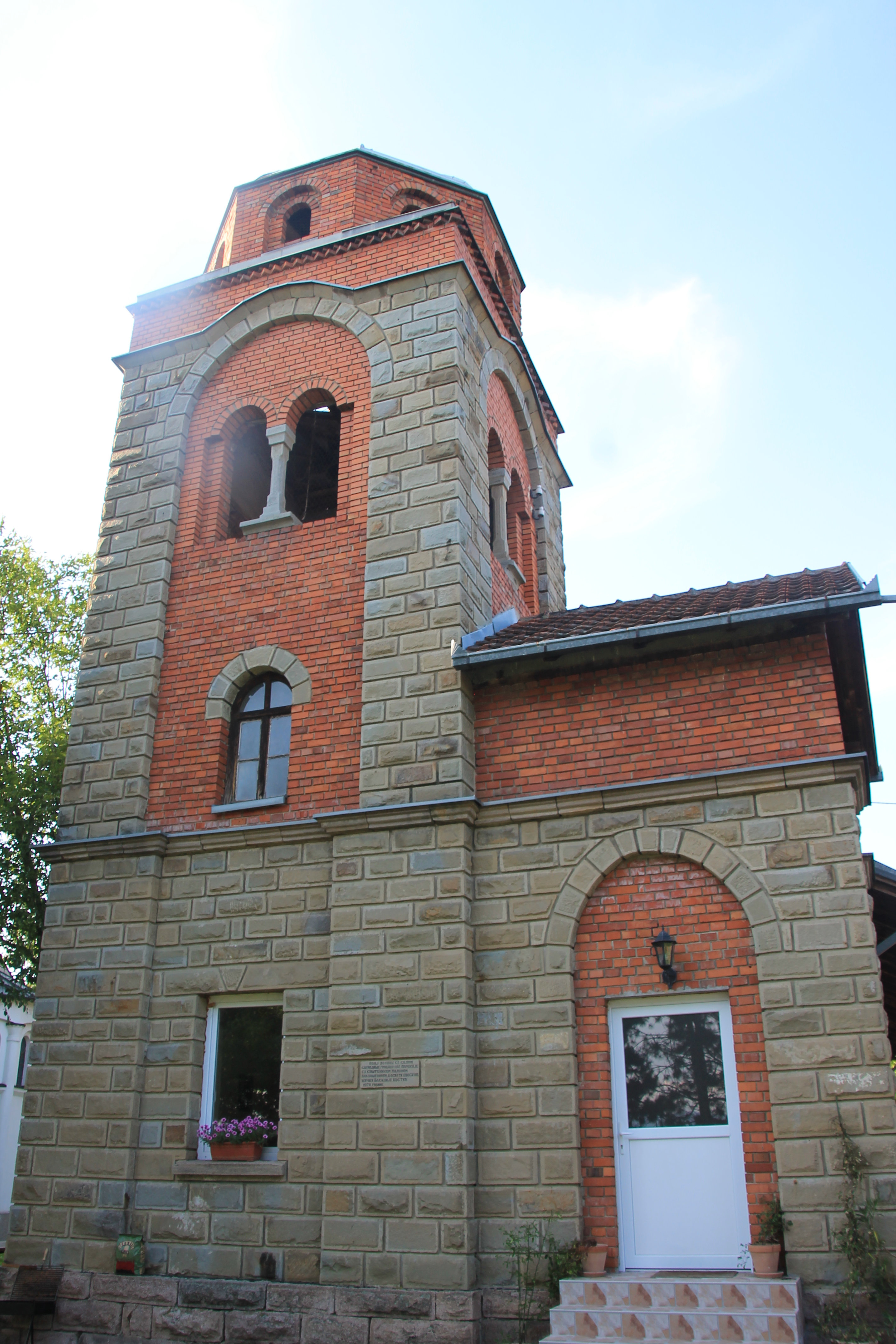
Klocktornet.